# Малий Сундир (Чебоксарський район)
Малий Сунди́р (рос. Малый Сундырь, чув. Станьяль) — присілок у складі Чебоксарського району Чувашії, Росія. Входить до складу Вурман-Сюктерського сільського поселення.
Населення — 350 осіб (2010; 326 у 2002).
Національний склад:
- чуваші — 98 %